# Paris-Roubaix 2001
Paris-Roubaix 2001 a fost a 99-a ediție a Paris-Roubaix, o cursă clasică de ciclism de o zi din Franța. Evenimentul a avut loc pe 15 aprilie 2001 și s-a desfășurat pe o distanță de 254,5 kilometri până la velodromul din Roubaix. Câștigătorul a fost Servais Knaven din Țările de Jos de la echipa Domo–Farm Frites–Latexco.

## Rezultate
| Loc | Concurent               | Echipă                               | Timp       |
| --- | ----------------------- | ------------------------------------ | ---------- |
| 1   | Servais Knaven (NED)    | Domo–Farm Frites–Latexco             | 6h 45' 00" |
| 2   | Johan Museeuw (BEL)     | Domo–Farm Frites–Latexco             | + 34"      |
| 3   | Romāns Vainšteins (LAT) | Domo–Farm Frites–Latexco             | + 41"      |
| 4   | George Hincapie (USA)   | U.S. Postal Service Pro Cycling Team | + 41"      |
| 5   | Wilfried Peeters (BEL)  | Domo–Farm Frites–Latexco             | + 41"      |
| 6   | Ludo Dierckxsens (BEL)  | Lampre–Daikin                        | + 41"      |
| 7   | Steffen Wesemann (GER)  | Team Telekom                         | + 41"      |
| 8   | Andrei Tchmil (BEL)     | Lotto–Adecco                         | + 2' 35"   |
| 9   | Chris Peers (BEL)       | Cofidis                              | + 2' 35"   |
| 10  | Rolf Sørensen (DEN)     | CSC–Tiscali                          | + 2' 59"   |